# Limnocassis
Limnocassis là một chi bọ cánh cứng trong họ Chrysomelidae.
Chi này được miêu tả khoa học năm 1952 bởi Spaeth in Hincks.

## Các loài
Các loài trong chi này gồm:
- Limnocassis boroveci (Borowiec, 2001)
- Limnocassis pumilio (Boheman, 1854)